# DC Super Hero Girls
DC Super Hero Girls ist eine 2015 entstandene Action-Figurenserie von DC Comics in Kooperation mit dem US-amerikanischen Spielwarenhersteller Mattel, die sich an ein jüngeres weibliches Publikum richtet. Im selben Jahr wurde eine gleichnamige Web-Zeichentrickserie gestartet.

## Hintergrund
Im April 2015 teilte DC Comics mit, ein „neues DC-Franchise zu erschaffen, das sich an 6- bis 12-jährige Mädchen richtet“. Im Zentrum stand eine neue Action-Figurenserie in Zusammenarbeit mit Mattel, die den Schwerpunkt auf populäre weibliche Charaktere („Wonder Woman, Supergirl, Batgirl, Harley Quinn, Bumble Bee, Poison Ivy, Katana und viele mehr“) legte, ergänzt durch eine im selben Jahr geplante Zeichentrickserie mit einer „kindgerechten, modernen Ästhetik“. Die Website Techtimes betont, dass dies für Mattel die erste Serie von Actionfiguren mit Superheldenthematik für eine weibliche Zielgruppe sei (jedoch hat Mattel z. B. mit Barbie seit langem andere Figurenserien für Mädchen im Programm).
In der Zeichentrickserie, die ab Herbst 2015 sowohl auf der eigenen Webseite als auch auf YouTube veröffentlicht wurde, wurde das Universum vorgestellt. In der fiktiven US-amerikanischen Großstadt Metropolis existiert eine Superhelden-Highschool, in der u. a. die angehenden Superheldinnen Batgirl, Bumblebee, Harley Quinn, Katana, Poison Ivy, Supergirl und Wonder Woman zur Schule gehen. Dort lernen sie, ihre Kräfte zu beherrschen, typische Highschoolprobleme zu lösen und trotz ihrer Unterschiede beste Freundinnen zu bleiben. In dieser Welt gibt es eine Mehrzahl an weiblichen Helden bzw. Schurken, etablierte männliche DC-Figuren wie z. B. The Flash, Green Lantern sowie Beast Boy und Cyborg aus den Teen Titans kommen aber in Nebenrollen vor. Anzumerken ist, dass DC-Figuren mit „tödlichen“ Namen wie z. B. die Batman-Schurken Killer Croc (dt.: „Mörderkrokodil“) und Killer Frost (dt.: „Mordskälte“) in dieser Serie nur noch Croc (Krokodil) bzw. Frost (Kälte) genannt werden.

## Zeichentrickserie
Seit dem 1. Oktober 2015 läuft die dazugehörige Webserie, bisher wurden 37 zwei- bis dreiminütige Episoden veröffentlicht, die sich um die Abenteuer und Highschoolprobleme der Super Hero Girls (Batgirl, Bumblebee, Harley Quinn, Katana, Poison Ivy, Supergirl und Wonder Woman) drehen. In den Hauptrollen der ersten Staffel waren (in Klammern US-amerikanische Synchronsprecher):
- Bumblebee (Teala Dunn) ist die Stimmungskanone der Super Hero Girls. Die Afroamerikanerin kann fliegen, schrumpfen und ist immer gut aufgelegt.
- Harley Quinn (Tara Strong) ist der Clown der Super Hero Girls. Sie sorgt bei Freund und Feind mit einem endlosen Arsenal an Scherzartikeln für Chaos.
- Katana (Stephanie Sheh) ist die Kriegerin der Super Hero Girls. Die Asiatin ist ernst, loyal und stets gut gekleidet.
- Poison Ivy (Tara Strong) ist die Botanikerin der Super Hero Girls. Sie ist sehr intelligent und liebt Pflanzen über alles, auch wenn sie aus Versehen ihre Mitschüler aufessen wollen.
- Wonder Woman (Grey DeLisle) ist die Anführerin der Super Hero Girls. Sie ist superstark und mutig, kämpft aber als Teenager aus dem antiken Griechenland gegen den Kulturschock in einer US-amerikanischen Großstadt.

Ab der zweiten Staffel kamen hinzu (in Klammern US-amerikanische Synchronsprecher):
- Batgirl (Mae Whitman) ist die Technikerin der Super Hero Girls. Sie ist ein freundlich und bescheiden, auch wenn sie einen Komplex hat, keine „echten“ Superkräfte zu haben.
- Supergirl (Anais Fairweather) ist die Großherzigste der Super Hero Girls. Als Waise, die im Schatten ihres großen Cousins Superman steht, fühlt sie sich manchmal einsam, schätzt aber umso mehr ihre Freundinnen.

In Nebenrollen treten viele etablierte DC-Comics-Charaktere auf. Amanda Waller (u. a. bekannt aus der DC-Serie Suicide Squad) ist die Direktorin der Superheldenakademie, unterstützt von Gorilla Grodd (aus The Flash), der Hausmeister ist Parasit (aus Superman). Zu den Klassenkameraden der Super Hero Girls zählen u. a. The Flash, Green Lantern sowie Star Sapphire (aus Green Lantern), Beast Boy, Cyborg und Starfire (aus Teen Titans), Hawkgirl (aus Hawkman), Cheetah (aus Wonder Woman) sowie Frost (Killer Frost aus Batman). Die Super Hero Girls treffen sich gerne in einem Comiccafé, das von Steve Trevor (aus Wonder Woman) geleitet wird. Die Verbrecherjagd der Superheldenakademie wird regelmäßig von Reporterin Lois Lane (aus Superman) mitverfolgt.
Neben der Webserie wurden zwei Langfilme mit DC-Comics-internen Crossovern produziert. Bei DC Super Hero Girls: Super Hero High (März 2016) trafen die Super Hero Girls auf die New Gods, bei DC Super Hero Girls: Hero of the Year (August 2016) auf Prinzessin Amethyst.

## Comics
Im Internet wurden von DC Comics Kurzgeschichten in Comicform veröffentlicht. Der erste deutschsprachige Sammelband erschien unter dem Titel „Prüfungsstress & Superschurken“ im Oktober 2016 bei Panini Comics.